# Joseph Furttenbach

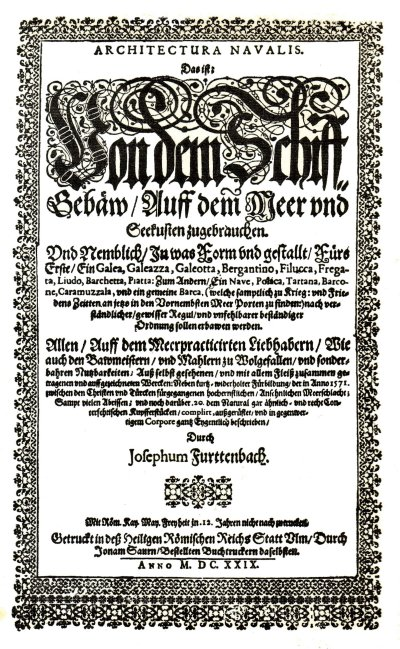
Frontispiz från 1629 Architectura navalis av J. Furttenbach

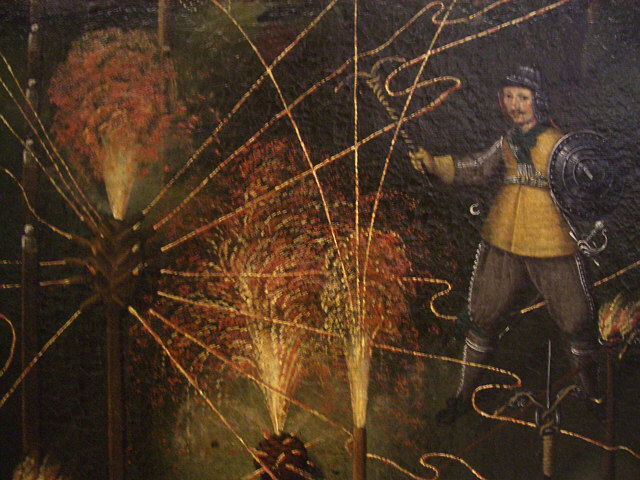
En del av en målning av J. Furttenbach (1645): fyrverkeri, som Johann Kouhn, den 26 augusti 1644 avfyrat i sin trädgård

Joseph Furttenbach (även Joseph Furttenbach den äldre med en son med samma namn), född 30 december 1591 i Leutkirch, död 17 januari 1667 i Ulm, var en tysk arkitekt, matematiker och mekaniker.
Furttenbach föddes som det tjugonde barnet till en jägmästare och rådman, efter skolan utbildade han sig till köpman. Efter 1608 tillbringade han mer än tio år i Milano, Genua och Florens, där började han ingående utöva arkitektur samt trädgårdskonst. Även teater och scenbyggnad samt fästningsbyggnad och pyroteknisk verksamhet. Furttenbach kom bland annat i kontakt med Galileo Galilei, och blev insatt i funktionen med den ändlösa skruven. 1620 återvände Furttenbach till Leutkirch, och 1621 bosatte han sig i Ulm och var där ledare för en handelsfirma. 1623 gifte han sig med en Katharina Strauß. 1627 gav han ut resehandboken Newes Itinerarium Italiae, som var den mest lästa resehandboken i Tyskland under 1700-talet.
Från 1631 var Furttenbach förvaltningsledare för Ulms byggnadsnämnd, han var där ansvarig för underhållet av stadens befästningar och offentliga byggnader, och efter 1636 även rådman i stadsfullmäktige. Han utförde konceptet för bland annat ett sjukhus, och en teater efter en italiensk förebild, (en föregångare till den nuvarande teatern i Ulm). Han utförde planer för fästningsanläggningar, trädgårdar och brunnar, tog även fram ritningar för kyrkan i Augsburg och Schorndorf samt för skolbyggnader. Av Furttenbachs övriga omfattande ritningar av byggnader och trädgårdar blev endast ett fåtal utförda. Furttenbach var vid den tiden en betydande personlighet i staden, och var långväga känd. Hans eget bostadshus uppfördes 1640 i Ulm, på Sterngasse 1. Det var med sina springbrunnar och grottor en sevärdhet i staden och besökt av många, men förstördes under andra världskriget.
Furttenbachs konstsalong omfattade en stor samling av gravyrer och ritningar av berömda byggnader samt tekniska verktyg och scenkonstruktioner. I sina skrifter försökte Furtenbach sammanställa den samtida arkitektoniska och tekniska vetenskapen. Några är; Architectura civilis (1628), Architectura navalis (1629), Architectura universalis (1635), Architectura recreationis (1640), Architectura privata (1641) och den Mannhaffte Kunstspiegel (1663). En gata i västra delen av Ulm är uppkallad till minne av Joseph Furttenbach.